# Nicolas-Charles de Saulx-Tavannes
Nicolas-Charles kardinal de Saulx-Tavannes, francoski rimskokatoliški duhovnik, škof in kardinal, * 9. september 1690, Pariz, † 10. marec 1759.

## Življenjepis
11. januarja 1721 je bil imenovan za škofa Chalons-sur-Marna; 24. septembra je bil potrjen in 9. novembra istega leta je prejel škofovsko posvečenje.
28. avgusta 1733 je bil imenovan za nadškofa Rouena in 18. decembra istega leta je bil potrjen.
5. aprila 1756 je bil povzdignjen v kardinala.